# Пацина (гміна)
Гміна Пацина (пол. Gmina Pacyna) — сільська гміна у центральній Польщі. Належить до Ґостинінського повіту Мазовецького воєводства.
Станом на 31 грудня 2011 у гміні проживало 3814 осіб.

## Площа
Згідно з даними за 2007 рік площа гміни становила 90.85 км², у тому числі:
- орні землі: 84.00%
- ліси: 7.00%

Таким чином, площа гміни становить 14.76% площі повіту.

## Населення
Станом на 31 грудня 2011:
| Опис     | Загалом | Загалом | Чоловіки | Чоловіки | Жінки | Жінки |
| -------- | ------- | ------- | -------- | -------- | ----- | ----- |
| одиниця  | осіб    | %       | осіб     | %        | осіб  | %     |
| все      | 3814    | 100     | 1913     | 50.16    | 1901  | 49.84 |
| міське   | 0       | 100     | 0        |          | 0     |       |
| сільське | 3814    | 100     | 1913     | 50.16    | 1901  | 49.84 |

## Сусідні гміни
Гміна Пацина межує з такими гмінами: Ґомбін, Жихлін, Кернозя, Опорув, Санники, Щавін-Косьцельни.